# Luis Lagarrigue
Luis Lagarrigue Alessandri (Santiago, 16 de mayo de 1864-Santiago, 14 de noviembre de 1949) fue un ingeniero y filósofo chileno.

## Biografía
Era hijo del español Juan Lagarrigue Abad, vicecónsul de España en Valparaíso, y la chilena Aurora Alessandri Vargas. Estudió ingeniería en París y Chile y se casó con Javiera Rengifo Rengifo, de la que tuvo al menos cinco hijos: Javier, Fernando, Inés, Alfredo y Ana.
Ayudó a sus hermanos Jorge y Juan Enrique a divulgar el positivismo de Auguste Comte en Chile y el resto del mundo hispánico,  pero también hizo contribuciones originales a esta filosofía en la trilogía que publicó entre 1943 y 1946 bajo el título general de Síntesis subjetiva.
Sirvió en la armada durante la guerra de Perú y Bolivia en 1880; trabajó en el Canal de Maipo (1891) y diseñó y construyó la Central Hidroeléctrica Florida (1906); condujo el agua de la Laguna Negra a Santiago de Chile (1913) y construyó parte del puerto de Antofagasta (1918); también diseñó un plan de navegación por el canal del altiplano de Bolivia y otro de irrigación de Tarapacá (1922). En 1924 ideó un proyecto para construir un ferrocarril subterráneo o metro en Santiago de Chile. Esa línea cruzaría la ciudad a lo largo y decongestionaría el tránsito de la Alameda. Finalmente el ferrocarril subterráneo de Santiago inició sus obras en 1969 con un proyecto a cargo del arquitecto Juan Parrochia.
Producto de su obra Politique internationale Lagarrigue fue propuesto como candidato a recibir el Premio Nobel de la Paz en 1928.

## Obras
- [Obras escogidas]. Santiago de Chile, Imprenta Cervantes, 1890-1941.
- La poesía positivista : carta dirigida al señor don Guillermo Puelma Tupper, Santiago de Chile : Impr. Cervantes, 1890.
- La comuna autónoma y la supresión del sueldo de los intendentes y gobernadores, Santiago de Chile, Imprenta Cervantes, 1892.
- 37.º aniversario de la muerte de Augusto Comte. [Santiago de Chile], [Ercilla] 1894.
- Programa de la sociedad positivista de Chile, Santiago : Ed. Ercilla, 1894.
- Celebración de la patria, Santiago, Chile : [s.n.], 1895
- Celebración de la Humanidad, Santiago : Impr. Ercilla, 1895.
- La cuestión social. Santiago de Chile [Ercilla] 1895.
- La cuestión económica : proyecto de solución de la actual crisis financiera, Santiago de Chile: Impr. Ercilla, 1897.
- Vivre au grand jour. Lettre à Monsieur J. Bertrand... Santiago de Chile, 1897.
- Proyecto de Bocatoma i marcos partidores para los canales de la Asociación de la ribera sur del río Cachapoal. Santiago de Chile : Soc. Impr. y Litogr. Universo, 1911.
- Incorporación del proletariado a la sociedad moderna. Nociones positivas sobre el trabajo, la producción, el salario, el capital y la propiedad..., Santiago de Chile, Soc. imprenta y litografía Universo, 1920.
- Nociones positivas de justicia criminal, 1921
- Incorporación del proletariado a la sociedad moderna : Nociones positivas de Justicia Criminal, Santiago : Impr. El Globo, 1921.
- Liga de las naciones y paz perpetua, Santiago : Impr. El Globo, 1922.
- Positivismo y catolicismo; La asamblea católica ante la verdadera Religión, Santiago de Chile: Imp. y Lit. Universo, 1922.
- Cuestión económica: caja de emisión fiscal y estabilidad del cambio. Santiago de Chile, Impr. Cervantes, 1924
- La propiedad; positivismo y comunismo. Santiago de Chile, Imprenta Cervantes, 1925.
- La constitución del 33, Santiago, Chile : El Globo, 1925
- Nueva República social o sea La República sociocrática, Santiago de Chile, s.n, 1925.
- Cuestiones políticas, Santiago 1925
- Cuestiones sociales : capitalismo y comunismo, la legislación del trabajo, el electorado en el régimen republicano ... Santiago : El Globo, 1925.
- La nueva constitución, Santiago de Chile Imprenta El globo, 1925.
- Homenaje conmemorativo al Doctor Guillermo Puelma... Santiago de Chile, Soc. Imp. y Lit, Universo, 1926
- Nociones de sociología, 1926.
- El nacionalismo, Santiago de Chile: [s.n.], 1927.
- Politique internationale, 1928.
- Estudios que han servido de base al proyecto de leyes de economía nacional. Santiago, Soc. imprenta y litografía Universo, 1931.
- Proyecto de leyes de economía nacional Santiago : [s.n.], 1931
- Boletín sociocrático; recopilación diecisiete boletines publicados en 1932; Santiago de Chile [Soc. imp. y lito. Universo] 1933.
- Separación de los poderes espiritual y temporal. Alianza universal de las doctrinas. Santiago de Chile, 1937
- Diálogos, el triunfo de la sociocracia sobre el individualismo y el comunismo. Santiago de Chile, Soc. imp. y lit. universo, 1937.
- La religión universal: Doce diálogos entre Comte y Clotilde Veaux, 1938
- De los legados en general, Santiago, 1939.
- Insistencia religiosa a Su Santidad Pío XII, [Santiago de Chile] : [publisher not identified], [1939]
- Diálogos : alianza de los empresarios con los operarios en las comunidades de trabajo de la sociocracia Santiago : [s.n.], 1939
- Sociedad y humanidad. Santiago de Chile [Prensas de la Editorial Ercilla, s.a.] 1940.
- La paz del mundo y la alianza universal de las doctrinas. Santiago de Chile [Prensas de la Editorial Ercilla, s.a.] 1940.
- Las Comunidades de Trabajo en las empresas agrícolas Santiago : Impr. Ercilla, 1941.
- Sara Navarro Viola de Puelma Tupper. Buenos Aires, 20 de Mayo de 1858-26 de Junio de 1943, Santiago de Chile : Editorial Ercilla, [1943]
- Religión universal: el amor por principio y el orden por base ; El progreso por fin; Síntesis subjetiva, o, sistema universal de las concepciones propias al estada normal de la humanidad, 3 vols. publicados entre 1943 y 1946: Moral teórica, Moral práctica e Industria.
  - Moral teórica. Bosquejo... proyectado por Augusto Comte, 1943.
  - Moral práctica, bosquejo del sistema de moral práctica, o, tratado de educación universal proyectado por el supremo maestro Augusto Comte, Santiago de Chile : Fundación Juan Enrique Lagarrigue, 1944.
  - Industria: bosquejo del sistema de industria proyectado por el supremo maestro Augusto Comte, Santiago de Chile: Fundación Juan Enrique Lagarrigue, 1946
- Culto sociolátrico, Santiago de Chile : Fundación Juan Enrique Lagarrigue, 1945.
- San Pablo según sus epístolas, Santiago de Chile [s.n.] 1949
- Sociocracia. Recopilación de artículos, Santiago de Chile [195-?]